# Vitamina B6
Cele trei forme principale ale vitaminei B6 sunt piridoxină, piridoxal și piridoxamină, care, în ficat, sunt convertite în piridoxal 5'-fosfat (PLP) - un cofactor în multe reacții ale metabolismului aminoacizilor. PLP este de asemenea necesar pentru reacția enzimatică ce are ca efect eliberarea glucozei din glicogen.
Piroluria este o posibilă cauză pentru deficiența de vitamina B6. O supradoză de piridoxină poate cauza o blocare temporară a anumitor nervi, precum nervii proprioceptori; aceasta cauzează, la rândul ei, sentimentul de lipsă a anumitor organe, efect normal pentru pierderea propriocepției.
Cel puțin un studiu preliminar a presupus că această vitamină crește veridicitatea viselor sau abilitatea de amintire a lor. Se crede că acest efect datorită rolului pe care îl joacă această vitamină în conversia triptofanului în serotonină.
Un meta-studiu a trei baze de date (MEDLINE, EMBASE și Cochrane Library), incluzând doar double-blind, randomized controlled trials, a găsit că vitamina B6 are un efect important în comparație cu placebouri în tratarea grețurilor de dimineață, similare cu cele ale ghimbirului.
Doza zilnică recomandată variază între 1,3 mg și 2,0 mg, în funcție de vârstă și sex.

## Apariții
Vitamina B6 apare foarte des în alimentele și animale, și vegetale. Ficatul, carnea de pasăre, peștele, fasolea verde, salata, germenii de grâu, drojdia și bananele sunt câteva din alimentele bogate în vitamina B6.

## Istorie
Vitamina B6 este un compus solubil în apă care a fost descoperit în anii 1930, în timpul studiilor nutriționale făcute pe șobolani. Vitamina a fost numită piridoxină pentru a indica similaritatea structurală cu piridina. Mai târziu, s-a arătat că vitamina B6 poate exista sub alte două forme chimice puțin diferite, numite piridoxal și piridoxamină. Toate cele trei forme ale vitaminei B6 sunt precursoare ale unui compus activat denumit piridoxal 5'-fosfat (PLP), care joacă un rol vital drept cofactor în numeroase enzime esențiale în organismul uman.
Enzimele dependente de PLP catalizează o varietate de reacții chimice, incluzând în principal aminoacizii. Reacțiile la care participă enzimele dependente de PLP în legătură cu aminoacizii includ transferul grupei amino, decarboxilare și eliminare ori înlocuire beta sau gamma. Această adaptabilitate apare datorită abilității PLP de a se lega covalent și apoi să acționeze ca un catalizator electrofil, deci stabilizând diferite tipuri de intermediari carbanionici ai reacțiilor. 
În concluzie, Comisia Enzimelor  a catalogat mai mult de 140 de activități dependente de PLP, corespunzând la aproximativ 4% dintre toate activitățile clasificate.